# Lepadella vitrea
Lepadella vitrea är en hjuldjursart som först beskrevs av K.S. Shephard 1911.  Lepadella vitrea ingår i släktet Lepadella och familjen Lepadellidae. Inga underarter finns listade i Catalogue of Life.